# 주문진 (영화)
"주문진"은 2010년에 개봉한 대한민국의 영화이다.

## 캐스팅
- 김기범 : 고스트 역
- 황보라 : 지니 역
- 박하선 : 소희 역
- 조상기 : 영두 역
- 최주봉 : 인봉 역
- 정종열 : 장훈 역
- 홍성범 : 별장주인 역
- 이대수 : 우체부 역
- 이경미 : 분옥 역
- 최우형 : 강석 역
- 민준호 : 지니 부 역
- 이승조 : 의사 역
- 이용녀 : 무당 역
- 이주연 : 어린 지니 역
- 이소영 : 웨딩샵 직원 역
- 전수경 : 순녀 역 (특별출연)
- 이대현 : 박수무당 역 (특별출연)